# Pfarrkirche Konradsheim

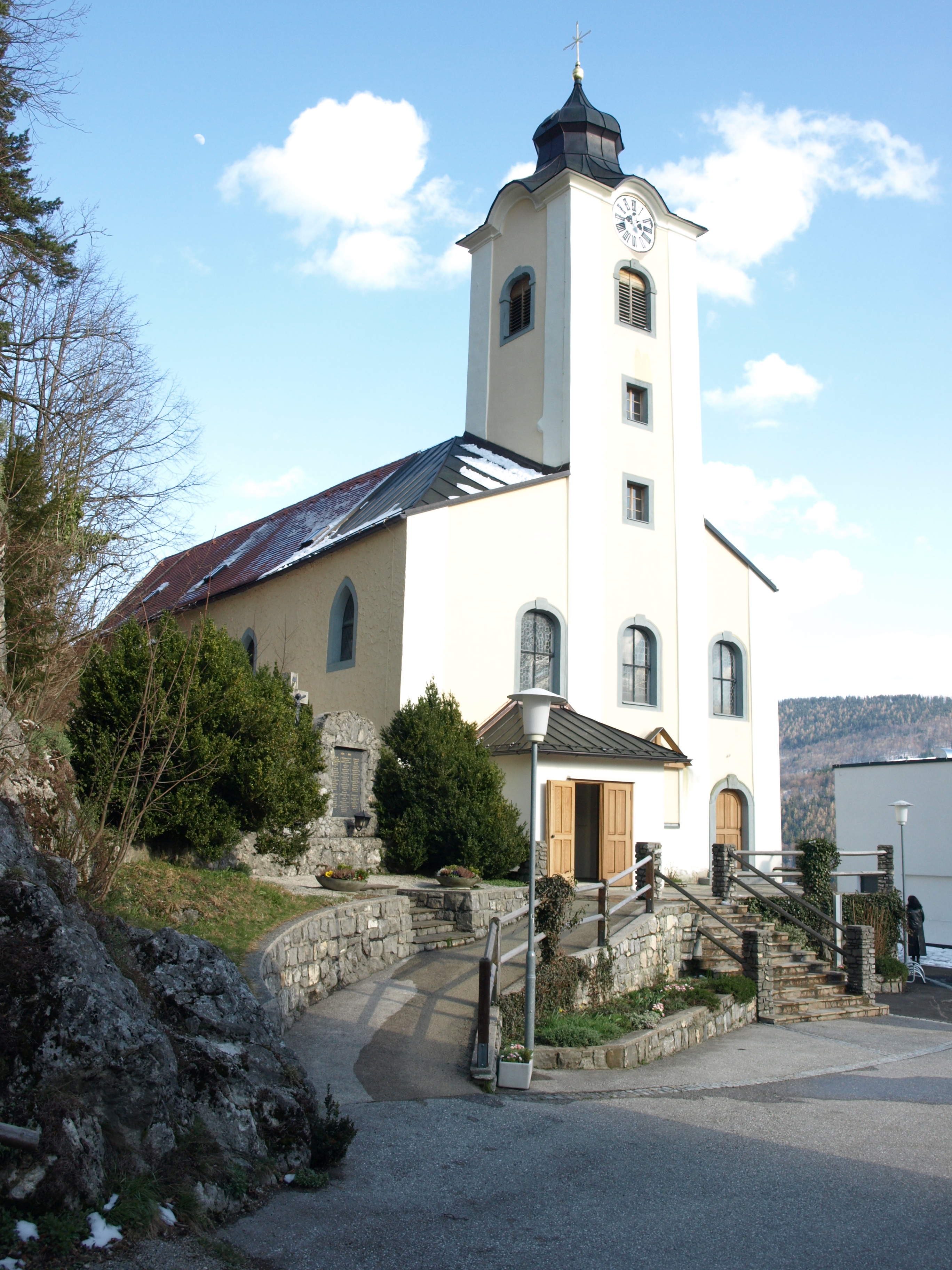
Katholische Pfarrkirche hl. Nikolaus in Konradsheim

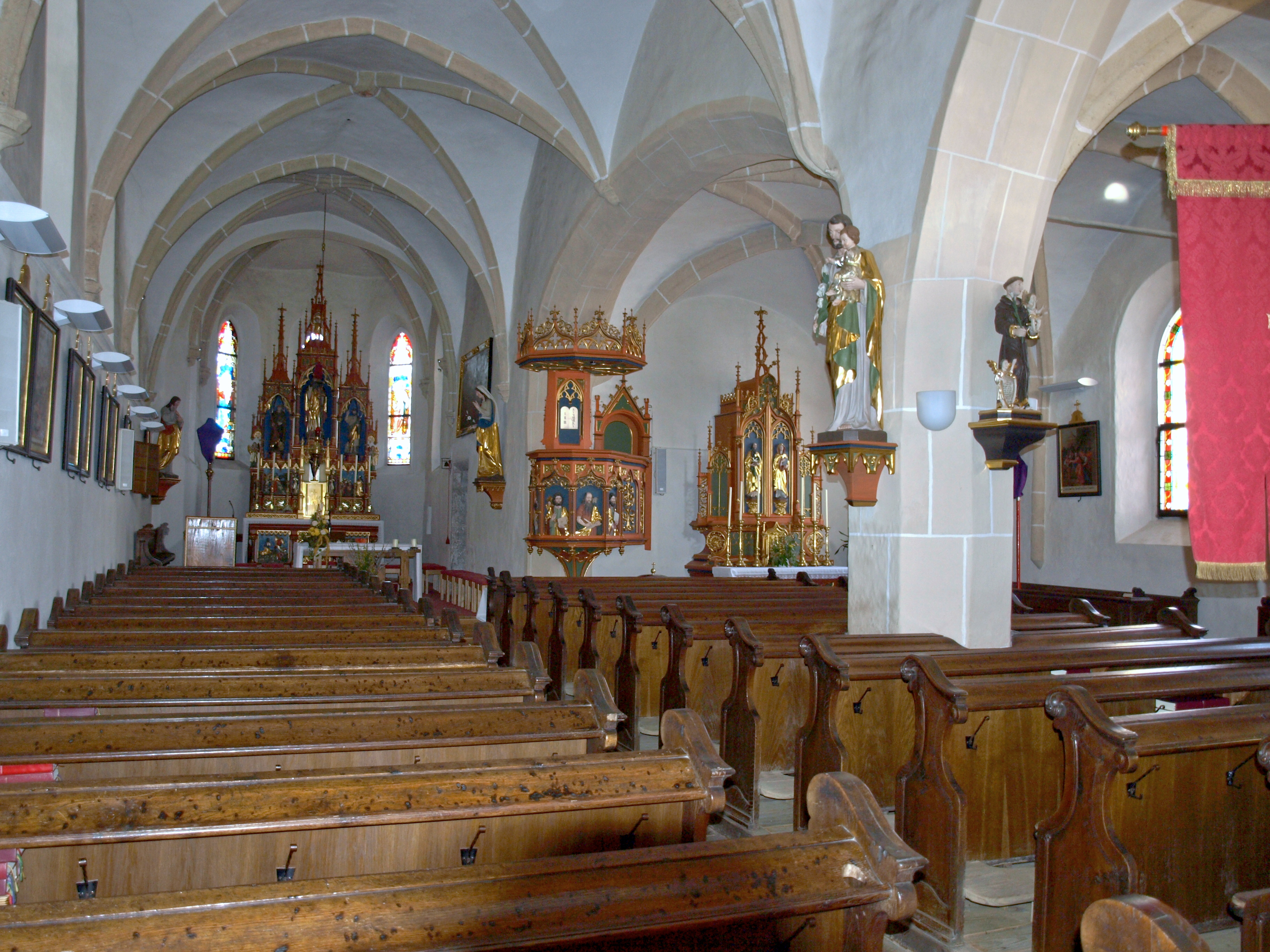
Langhaus, Blick zum Chor und rechtes Seitenschiff

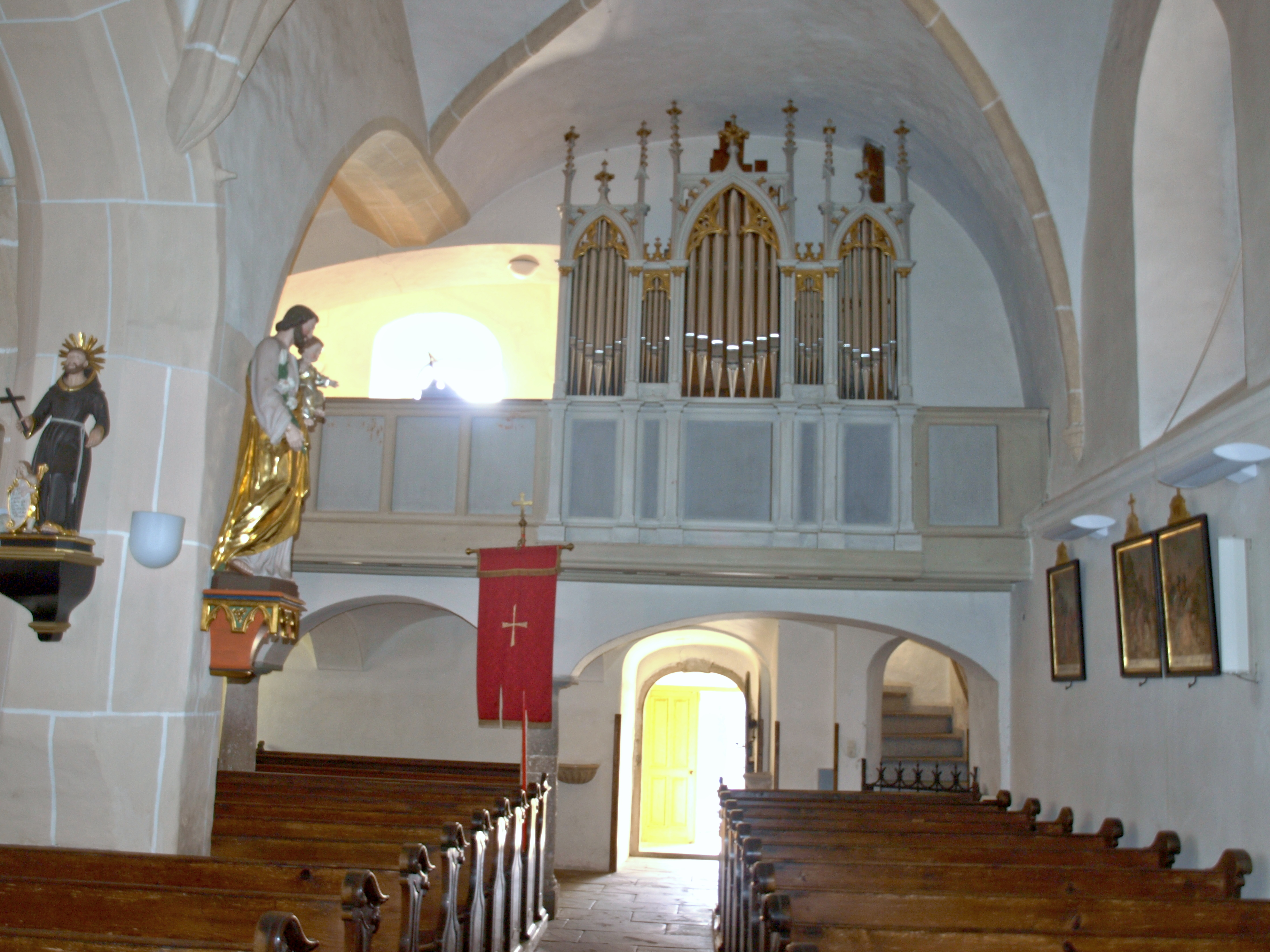
Langhaus, Blick zum Orgelempore

Die Pfarrkirche Konradsheim steht nordseitig steil an den Hang gebaut im Ort Konradsheim der Statutarstadt Waidhofen an der Ybbs in Niederösterreich. Die dem Patrozinium hl. Nikolaus von Myra unterstellte römisch-katholische Pfarrkirche gehört zum Dekanat Waidhofen an der Ybbs der Diözese St. Pölten. Die Kirche steht unter Denkmalschutz (Listeneintrag).

## Geschichte
Vermutlich bereits im 12. Jahrhundert bestand als Burgkirche eine romanische Saalkirche. Im 14. Jahrhundert wurde unter Verwendung von Material der abgetragenen Burg der gotische Kirchenbau erbaut. Das südliche Seitenschiff entstand um 1500.
Die Pfarre wurde 1783 und 1891 gegründet.

## Architektur
Die ungleich zweischiffige gotische Hallenkirche mit einem markanten fassadenseitigen Giebelturm und ist über eine im Westen vorgelagerte imposante Natursteinstufenanlage zu erreichen.

## Ausstattung
Die Einrichtung schuf Josef Rifesser (1851–1919) 1900.
Die Orgel mit 9 Registern baute Max Jakob 1903 in einem dreiteiligen neugotischen Gehäuse exzentrisch auf der barocken Orgelempore.